# Mai Thanh Minh
Mai Thanh Minh (1957–2010) là một kỳ thủ cờ tướng của Việt Nam. Ông từng 5 lần vô địch Việt Nam và 2 lần đoạt giải nhất "Phi Hoa duệ" ở các giải Vô địch Cờ tướng Thế giới, và được Liên đoàn Cờ tướng Thế giới (World Xiangqi Federation – WXF) phong cấp Quốc tế Đại sư năm 1993.

## Thân thế và khởi đầu sự nghiệp
Ông sinh ngày 7 tháng 3 năm 1957, tại Bà Chiểu, Sài Gòn. Ông là con thứ tư của ông Mai Văn Phú, một công nhân Sở Trường Tiền Gia Định, người Nam Định. Thân phụ ông cũng là một người mê cờ, nên ông cũng được kế thừa các kỹ thuật cờ và cũng sớm bộc lộ năng khiếu từ lúc 12, 13 tuổi.
Năm 1976, ông gia nhập Lực lượng Thanh niên Xung phong Thành phố Hồ Chí Minh. Tuy nhiên, 3 năm sau, ông bị sốt rét nặng nên phải đưa về gia đình, khi đó đã về ở Phú Nhuận, để điều trị. Trong thời gian điều trị, ông bắt đầu luyện tập chơi cờ trở lại và chẳng mấy chốc đã trở thành cao thủ nhất vùng. Nhiều kỳ thủ trẻ nghe danh đến khiêu chiến và hầu hết đều bại trận dưới sức cờ của ông. Do đặc điểm khuôn mặt khắc khổ và nước da tai tái bởi hậu chứng của bệnh sốt rét, nên mọi người thường gọi ông là Minh "rét".
Năm 1980, tại giải cờ mừng Xuân do Phòng Thể dục Thể thao Phú Nhuận tổ chức, Mai Thanh Minh, Nguyễn Văn Dũng và Lê Văn Kiết chia nhau những thứ hạng đầu. Tại buổi trao giải, một khách mời đã bất ngờ thách đấu với 3 người bằng cách đánh đồng loạt. Trận đấu đã thu hút nhiều người mê cờ kéo đến xem. Kết quả cuộc đấu biểu diễn hai bên hòa nhau, trong đó Mai Thanh Minh phải thủ hòa với vị khách.
Sau trận đấu biểu diễn này, ông nhận ra sức cờ của mình còn non kém. Ông tiếp tục tập luyện và thu thập nhiều nước cờ khác nhau để tăng sức cờ. Thời gian này, ông đã đến thụ giáo với danh thủ Phạm Thanh Mai. Trong suốt 5 năm, ông tham gia nhiều ván cờ không chính thức và đã đánh bại nhiều cao thủ làng cờ danh tiếng và được bạn cờ Sài Gòn đặt cho biệt danh "Độc cô cửu kiếm" do lối đánh đa dạng và biến hóa của mình.
Năm 1985, ông tham gia giải Vô địch cờ tướng Thành phố Hồ Chí Minh. Tại giải này, kỳ thủ được nhiều người tin tưởng sẽ giành chức vô địch là Trần Quới, nhưng bất ngờ, Trần Quới bị Nguyễn Văn Xuân đánh bại, rồi sau đó lại bị Lê Văn Bình cầm hòa. Nhờ thế, ông tận dụng ngay cơ hội, vượt lên đoạt chức vô địch. Từ đó kéo dài chuỗi huyền thoại của ông trong giới kỳ thủ cờ tướng Thành phố Hồ Chí Minh trong suốt 25 năm sau đó.

## Quái kiệt làng cờ

### Bá chủ đấu trường quốc gia
Năm 1992, khi giải vô địch quốc gia được tổ chức, ông không khó để giành ngôi quán quân, và giữ ngôi vô địch trong 4 năm liên tiếp. Do thành tích này, ông được bạn cờ đặt cho danh hiệu "Tứ liên quán".
Năm 1996, sức cờ ông bị suy giảm bởi lý do cá nhân, nên chỉ đoạt hạng 7 ở giải Vô địch Quốc gia lần 5. Tại giải lần 6 (1997), ông hồi phục sức cờ và đoạt Á quân, và tại giải lần 7 (1998), một lần nữa ông đoạt giải Quán quân. Với thành tích 4 lần Vô địch Quốc gia liên tiếp, cho đến thời điểm hiện tại, chưa có kỳ thủ nào có thể lặp lại được.
Năm 1999, một lần nữa lý do cá nhân làm sức cờ ông suy giảm nên ông chỉ đoạt hạng 3. Lần cuối cùng, ông xuất trận vào năm 2001 và đoạt ngôi vị Á quân.

### Vẫy vùng đấu trường quốc tế
Năm 1993, Giải vô địch cờ tướng thế giới lần 3 được tổ chức ở Bắc Kinh. Lần đầu tiên, Việt Nam cử đoàn tham dự với 4 kỳ thủ là Mai Thanh Minh, Diệp Khai Nguyên, Trần Văn Ninh và Lê Thị Hương. Tại giải này, quán quân nam là Từ Thiên Hồng (Trung Quốc), quán quân nữ là Hồ Minh (Trung Quốc). Mai Thanh Minh có 2 ván hòa với Triệu Quốc Vinh và Từ Thiên Hồng. Mai Thanh Minh xếp hạng nhất giải "Phi Hoa duệ" và xếp hạng 6 trong bảng tổng sắp. Do thành tích này, cuối năm 1993, ông được phong cấp Quốc tế Đại sư. Cùng đợt phong này với Mai Thanh Minh, có cả Trần Văn Ninh và Lê Thị Hương.
Năm 1994, ông cùng đồng đội là Trương Á Minh, Trần Văn Ninh và Mong Nhi chiếm HCB đồng đội châu Á lần thứ 8 tại Ma Cau. Năm 1997, ông đoạt hạng nhất "Phi Hoa duệ", hạng 4 giải cá nhân tại Giải vô địch cờ tướng thế giới lần 5 tại Hong Kong.
Năm 1998, ông tham dự giải Phật Thừa Bôi tại Hawaii (Mỹ) và xếp hạng 10. Năm sau, ông tiếp tục tham gia và giành được hạng 3. Đây là lần đầu tiên, kỳ thù Việt Nam giành được thứ hạng cao tại một giải quốc tế.
Năm 2001, ông cùng danh thủ Trịnh A Sáng chiếm hạng 3 đồng đội tại Giải vô địch cờ tướng thế giới lần thứ 7 tại Ma Cau. Đây cũng là giải thi đấu quốc tế cuối cùng của ông ở sự nghiệp đỉnh cao.

## Huyền thoại không mất đi
Sau giải đấu năm 2001, ông không thể tiếp tục thi đấu ở đỉnh cao do tình trạng sức khỏe kém. Tuy nhiên, thỉnh thoảng ông vẫn thi đấu tại các giải thách đấu (challenger). Một trong những trận thách đấu cuối cùng của ông vào ngày 14 tháng 6 năm 2009 với Đặc cấp Quốc tế đại sư Nguyễn Vũ Quân. Trận này hai bên hòa nhau.
Từ giữa năm 2009, do sức khỏe trở nên xấu đi, ông được đề nghị chuyển sang công tác huấn luyện. Tuy nhiên, đến đầu năm 2010, ông phải nhập viện do xuất huyết não. Lúc 0g15 ngày 11 tháng 4 năm 2010, ông qua đời, để lại một huyền thoại về quái kiệt vẫy vùng trong làng cờ Việt Nam và quốc tế trong 25 năm.

## Thành tích
- 5 lần Giải Vô địch quốc gia (1992, 1993, 1994, 1995, 1998).
- 2 lần Á quân Giải Vô địch Quốc gia (1997, 2001)
- Hạng 3 Giải Vô địch Quốc gia 1999.
- 2 lần hạng 1 Phi Hoa Duệ (1993, 1997).
- 2 lần hạng 2 đồng đội châu Á (1994, 1998).
- 2 lần hạng 3 đồng đội thế giới (1997, 2001).
- Hạng 3 Phật Thừa bôi (1999).

## Những ván cờ nổi bật
- Giải Vô địch Thế giới 1993: Từ Thiên Hồng[12] (Trung Quốc) – tiên hòa – Mai Thanh Minh
- Giải Vô địch Thế giới 1993: Triệu Quốc Vinh[13] (Trung Quốc) – tiên hòa – Mai Thanh Minh
- Giải Vô địch Đồng đội châu Á 1994: Mai Thanh Minh – tiên thắng – Lữ Khâm[14] (Trung Quốc)
- Giải Vô địch Đồng đội châu Á 1994: Hứa Ngân Xuyên[15] (Trung Quốc) – tiên hòa – Mai Thanh Minh
- Giải Vô địch Đồng đội châu Á 1996: Mai Thanh Minh – tiên hòa – Triệu Quốc Vinh (Trung Quốc)
- Giải Phật Thừa bôi 1998: Mai Thanh Minh – tiên hòa – Hồ Vinh Hoa[16] (Trung Quốc)